# Igor Jaszczuk
Igor Jaszczuk (ur. 19 kwietnia 1969 w Ostrowie Lubelskim) – polski wokalista, kompozytor i autor tekstów.
Absolwent Liceum Ogólnokształcącego w Lubartowie (profil humanistyczny) i Uniwersytetu Marii Curie-Skłodowskiej (Wydział Filozofii) w Lublinie. 

## Dorobek artystyczny
Laureat nagród i wyróżnień min. Studenckiego Festiwalu Piosenki w Krakowie (w latach 1991 i 1992, Zamkowych Spotkaniach z Poezją w Olsztynie (1992), Grand Prix TALENT’91 w Kielcach, nagrody Ministra Kultury za teksty piosenek dla Bazi Szot na Spotkaniach Młodych Autorów i Kompozytorów „SMAK” w Myśliborzu (1998), dwukrotny finalista Festiwalu Muzyków Rockowych w Jarocinie z zespołem BBK (1992 - Mała Scena, 1994 Duża Scena). Solowo i z zespołami zagrał kilkaset koncertów w Polsce i za granicą. 
Na początku lat 90. założyciel i lider lubelskiego zespołu BBK i BBK Acoustic Sound. Aktor i współkompozytor w przedstawieniu Album Rodzinny Teatru „Grupa Chwilowa”. Współzałożyciel zespołu Lubelska Federacja Bardów (obecnie Federacja). Pomysłodawca i organizator koncertów i imprez min. Festiwalowe Varietes przy Międzynarodowym Festiwalu Teatralnym Konfrontacje Teatralne w Lublinie.
Wydał albumy: Underground z zespołem Igor & BBK Acoustic Sound (’94) , solowo Bard Rock Cafe, (’99), oraz „Na Żywo w Hadesie”, „Miłość Mi Wszystko Wyjaśniła” i „Kazimierzowi Grześkowiakowi” z Lubelską Federacją Bardów.
Na początku XXI wieku zamieszkał w Warszawie, obecnie mieszka w Berlinie. Zrezygnował z aktywności scenicznej. Przez wiele lat dyrektor artystyczny w wytwórni fonograficznej. Obecnie zajmuje się pisaniem piosenek dla siebie i innych wykonawców.
Jego piosenki śpiewali min.: Justyna Steczkowska, Staszek Soyka, Marek Torzewski, Violetta Villas, Michał Wiśniewski, Ivan Komarenko, Jagoda Naja, Dawid Koczy, Mietek Szcześniak.
W 2019 napisał tekst i skomponował muzykę do piosenki Mała książka - wielki człowiek, wykonywanej przez Mietka Szcześniaka, promującej kampanię czytelniczą Instytutu Książki o tej samej nazwie.